# Javier Chevantón
Ernesto Javier Chevantón Espinosa, ou simplesmente Chevantón, (Juan Lacaze, 12 de agosto de 1980) é um ex-futebolista uruguaio que atuava como atacante.

## Carreira

### Danubio
Chevanton se profissionalizou no Club Danubio, em 1997, com boas atuações, os olheiros europeus começaram a observar o promissor delantero, 

### Lecce
Coube ao olheiros do clube pugliano da U.S. Lecce, a observação do atacante, e o diretor esportivo do clube Pantaleo Corvino, assinou o contrato com Chevanton no verão europeu de 2001. 
No primeiro ano no clube não conseguiu a salvezza e foi rebaixado para a Serie B. Nesta temporada, fez um gol de pura astúcia, na saída errada do goleiro do Parma FC, Sebastian Frey, ele rouba e domina no peito sem a percepção do goleiro francês, no empate em 1-1, com a equipe parmegiana.
Porém, Chevanton continuou no clube, e foi vital para a volta a elite italiana. Neste ínterim foi um dos artilheiros da liga italiana marcando 47 gols em três temporadas pelo clube. Até surgir o interesse do AS Monaco

### AS Monaco
Desembarca no principado em 2004, para atuar na Ligue 1. 

## Seleção
Pela Seleção Uruguaia, participou da Copa América de 2001, marcando 1 gol.[carece de fontes?]

## Títulos
Sevilla
- Copa da UEFA: 2006-07
- Copa do Rei da Espanha: 2007
- Supercopa Europeia: 2006
- Supercopa da Espanha: 2007